# Звягино (Воскресенский район)
Звягино — деревня в составе Богородского сельсовета в Воскресенском районе Нижегородской области.

## География
Находится в правобережье Ветлуги на расстоянии примерно 11 километров по прямой на юго-восток от районного центра посёлка Воскресенское.

## История
Деревня упоминается с XIX века, она входила в Макарьевский уезд Нижегородской губернии. Последний владелец Левашов. В 1859 году в ней было отмечено 35 дворов и 293 жителя. В 1911 году учтено 127 дворов. В 1925 году было 548 жителей. В советское время работал колхоз «Вторая пятилетка».

## Население
Постоянное население составляло 147 человек (русские 99 %) в 2002 году, 110 в 2010 году.